# Kanton Ruffieux
Kanton Ruffieux (francouzsky Canton de Ruffieux) je francouzský kanton v departementu Savojsko v regionu Rhône-Alpes. Tvoří ho osm obcí.

## Obce kantonu
- Chanaz
- Chindrieux
- Conjux
- Motz
- Ruffieux
- Saint-Pierre-de-Curtille
- Serrières-en-Chautagne
- Vions